# XXVII съезд КПСС

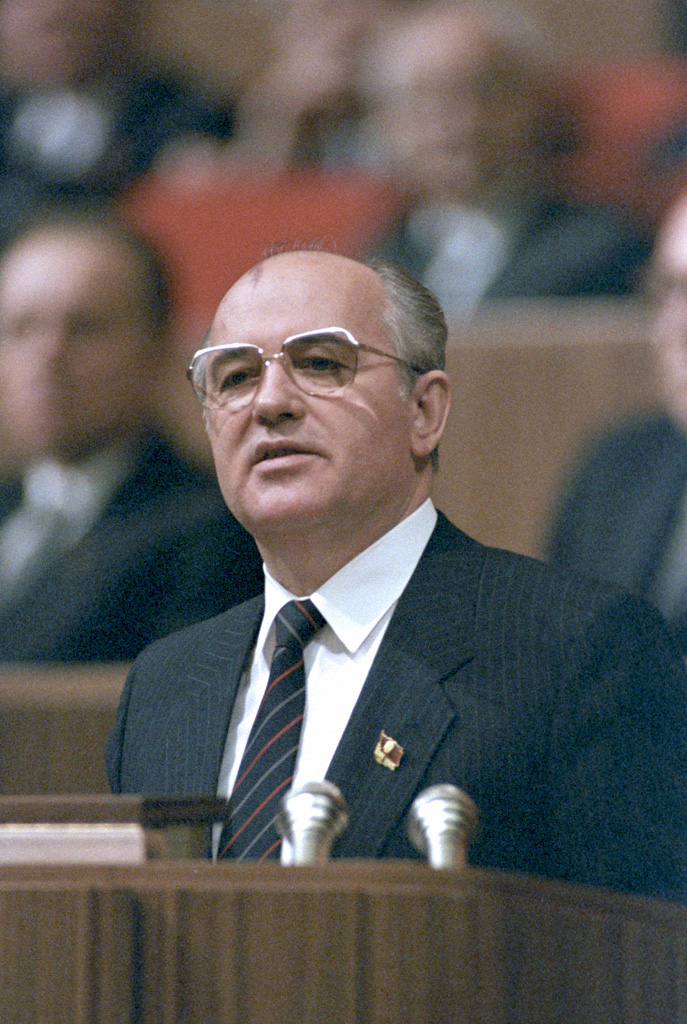
Генеральный секретарь ЦК КПСС М. С. Горбачёв выступает с политическим докладом на XXVII съезде КПСС. 25 февраля 1986 года

XXVII съезд Коммунисти́ческой па́ртии Сове́тского Сою́за — первый съезд КПСС после «эпохи пышных похорон» (смерти одного за другим Л. И. Брежнева, Ю. В. Андропова и К. У. Черненко, а также ряда членов Политбюро ЦК КПСС, таких как М. А. Суслов, Д. Ф. Устинов и А. Я. Пельше), проходивший с 25 февраля по 6 марта 1986 года в Кремлёвском дворце съездов в Москве. Один из двух съездов партии, состоявшихся во время нахождения у власти М. С. Горбачёва, и крупное событие эпохи Перестройки.
На съезд было избрано 5 тысяч делегатов, к моменту открытия в зале присутствовало 4993 делегата (норма представительства — один делегат от 3670 членов партии).

## Созыв съезда
Постановление о созыве очередного XXVII съезда КПСС было принято на Пленуме ЦК КПСС, состоявшемся 23 апреля 1985 года. На пленуме было принято решение созвать съезд 25 февраля 1986 года, а также был принят порядок дня съезда и норма представительства (один делегат от 3670 членов партии).

## Порядок съезда
1. Отчёт Центрального Комитета КПСС и задачи партии;
2. О новой редакции Программы КПСС;
3. Об изменениях в Уставе КПСС;
4. Отчёт Центральной Ревизионной Комиссии КПСС;
5. Об Основных направлениях экономического и социального развития СССР на 1986—1990 годы и на перспективу до 2000 года;
6. Выборы центральных органов партии.

По трём первым вопросам был заслушан Политический доклад Центрального Комитета КПСС XXVII съезду партии, с которым выступил Генеральный секретарь ЦК КПСС М. С. Горбачёв.
По четвёртому вопросу с докладом выступил председатель Центральной Ревизионной Комиссии КПСС Г. Ф. Сизов.
По пятому вопросу порядка дня с докладом выступил Председатель Совета Министров СССР Н. И. Рыжков.

### Руководящие органы съезда
Съезд избрал Президиум в количестве 136 человек, Секретариат в количестве 49 человек, Редакционную комиссию — 30 человек и Мандатную комиссию — 51 человек.

## Выступления
На съезде последние годы руководства Брежнева были названы «периодом застоя». Так, в докладе Горбачёва констатировалось, что «в жизни общества начали проступать застойные явления» как в экономической, так и в социальной сферах. Однако критика «застойных явлений в экономике» пока не касалась Брежнева и его окружения. В своём выступлении Горбачёв дал высокую оценку Брежневу, Андропову и Черненко.
С одной стороны, на съезде звучали старые лозунги об ускорении социально-экономического развития страны. На партийных съездах со времён Иосифа Сталина и термин, и его содержание включались в программные документы разного уровня как сигналы для общества и партии, призывающие к модернизации. С другой стороны, в разделе доклада, посвящённом международной тематике, делались весьма радикальные с точки зрения официальной идеологии выводы о взаимосвязанности, взаимозависимости, целостности мира.

Новым на съезде стал и другой тезис, который лёг в основу практики сокращения управленческих функций партии в сфере государственного регулирования. Горбачёв сформулировал его как необходимость «разгрузки» партийного аппарата. 
«Партия решительно выступает против смешения функций партийных комитетов с функциями государственных и общественных органов». 
Подтверждением значимости этого тезиса служил факт отказа М. С. Горбачёва занимать одновременно и пост генерального секретаря ЦК КПСС и председателя Президиума Верховного Совета СССР.
ДАЛЬНЕЙШАЯ ДЕМОКРАТИЗАЦИЯ ОБЩЕСТВА, УГЛУБЛЕНИЕ СОЦИАЛИСТИЧЕСКОГО САМОУПРАВЛЕНИЯ НАРОДА

 «Товарищи! В демократизме, живом творчестве ТРУДЯЩИХСЯ В. И. Ленин видел главную силу развития нового строя. Как никто другой, он верил в НАРОД, заботился о подъёме политической активности и культуры масс, подчёркивая, что неграмотный человек стоит ВНЕ политики. С тех пор прошло почти семь десятилетий. Неизмеримо поднялся общий уровень образованности и культуры советских людей, обогатился их социально-политический опыт. А значит, в огромной степени выросли ВОЗМОЖНОСТИ и потребности каждого гражданина УЧАСТВОВАТЬ в УПРАВЛЕНИИ делами ОБЩЕСТВА и государства.
Демократия — это тот здоровый и чистый воздух, в котором только и может полнокровно жить социалистический ОБЩЕСТВЕННЫЙ организм. Вот почему, когда мы говорим, что мощный потенциал социализма у нас используется ещё не полностью, то имеем в виду и то, что ускорение развития ОБЩЕСТВА немыслимо и невозможно без дальнейшего развития социалистической демократии, всех её сторон и проявлений.
Учитывая это, партия, Центральный Комитет предпринимают меры, направленные на углубление демократизма социалистического строя. Сюда надо отнести МЕРЫ по активизации Советов, ПрофСоюзов, комсомола, трудовых коллективов, народного КОНТРОЛЯ, по усилению ГЛАСНОСТИ. Но всё же то, что сделано и делается, надо оценивать не мерками вчерашнего дня, а масштабом и сложностью новых задач. Они, эти задачи, как подчёркивается в новой редакции Программы партии, требуют последовательного и неуклонного развития социалистического САМОУПРАВЛЕНИЯ НАРОДА.
В социалистическом ОБЩЕСТВЕ, особенно в современных условиях, управление НЕ может быть привилегией узкого круга профессионалов. Не только из теории, но из собственной многолетней практики мы знаем, что социалистический строй успешно развивается лишь тогда, когда сам НАРОД реально УПРАВЛЯЕТ своими делами, когда миллионы людей участвуют в политической жизни. Это и есть САМОУПРАВЛЕНИЕ ТРУДЯЩИХСЯ в ленинском его понимании, оно составляет суть Советской власти» (с.77)
«Развитие САМОУПРАВЛЕНИЯ НАРОДА требует дальнейшего углубления демократических начал в УПРАВЛЕНИИ, в деятельности исполкомов Советов, их аппаратов, всех других государственных органов. В большинстве своем здесь трудятся знающие работники, болеющие за дело. Но следует всегда помнить, что никакой аппарат, будь даже его работники семи пядей во лбу, ничего НЕ добьётся, если у него нет ОПОРЫ на заинтересованную поддержку и УЧАСТИЕ ТРУДЯЩИХСЯ в УПРАВЛЕНИИ. ВРЕМЯ предъявляет всё более строгие и жёсткие требования к уровню работы аппарата. …
Одна из основных причин этих явлений — в ослаблении КОНТРОЛЯ за работой аппарата со стороны ТРУДЯЩИХСЯ, самих Советов, ОБЩЕСТВЕННЫХ организаций.
С учётом этого партия ставит задачу привести в действие все инструменты, дающие каждому гражданину реальную ВОЗМОЖНОСТЬ активно влиять на выработку управленческих решений, проверять их выполнение, получать необходимую информацию о деятельности аппарата. …
Многое могут сделать здесь комитеты, группы и посты народного КОНТРОЛЯ, общественные инспекции ПрофСоюзов, средства массовой информации» (с.79-80)
-
(1) «ВРЕМЯ ТРЕБУЕТ, чтобы В УПРАВЛЕНИЕ страной всё активнее вовлекались ОБЩЕСТВЕННЫЕ организации. Однако, если под этим углом зрения взглянуть на работу наших ОБЩЕСТВЕННЫХ ФОРМИРОВАНИЙ, то становится очевидным, что инициатива многих из них остаётся недостаточной. В ряде случаев они пытаются действовать прежде всего силами штатного аппарата, бюрократически, слабо опираясь на массы. Иными словами, НАРОДНАЯ, творческая, самодеятельная природа ОБЩЕСТВЕННЫХ организаций реализуется далеко не полностью.
Самой массовой организацией являются у нас ПрофСоюзы. Они в целом немало делают для удовлетворения запросов рабочих, служащих и колхозников, развития соревнования, укрепления дисциплины, повышения производительности труда. И всё же, идёт ли речь о Защите законных ИНТЕРЕСОВ ТРУДЯЩИХСЯ, ОХРАНЕ ТРУДА и ТЕХНИКЕ БЕЗОПАСНОСТИ, о строительстве и работе Оздоровительных, спортивных, клубных учреждений, ПрофСоюзным комитетам далеко НЕ всегда достаёт боевой целеустремлённости и настойчивости. Понятно, что такая пассивность устраивает тех хозяйственников, для которых производство порой заслоняет человека. Но для ПрофСоюзов социальная политика, ИНТЕРЕСЫ ТРУДЯЩИХСЯ должны быть всегда на первом плане. В этом, собственно, и состоит основной смысл их деятельности. ВЦСПС, другие ПрофСоюзные органы разполагают для этого огромными ПРАВАМИ, немалыми государственными, да и собственными средствами. Вот и надо уверенно и широко их использовать, а не ждать, что кто-то будет решать за ПрофСоюзы возложенные на них задачи. …
(2) Предмет постоянной заботы — неукоснительное соблюдение демократических принципов руководства колхозами и другими кооперативными организациями, ВЫПОЛНЕНИЕ ТРЕБОВАНИЙ их уставов. В последнее время внимание к этому как-то ослабло, в жизнь кооперации вмешиваются слишком многие. Партийные и советские органы ОБЯЗАНЫ следить за тем, чтобы колхозное, кооперативное САМОУПРАВЛЕНИЕ действовало безотказно, пресекать любые попытки давления и администрирования. (с.82)
Заслуживает внимания и такая актуальная проблема регулирования отношений социалистической собственности, как обеспечение безусловного приоритета ОБЩЕНАРОДНЫХ ИНТЕРЕСОВ над интересами отраслей и регионов. Министерства и ведомства, территориальные органы — НЕ собственники средств производства, а лишь институты государственного УПРАВЛЕНИЯ, ОТВЕТСТВЕННЫЕ перед ОБЩЕСТВОМ за эффективное изпользование НАРОДНОГО достояния. И мы не можем допускать, чтобы ведомственность и местничество мешали реализации преимуществ социалистической собственности.
Мы за полную ясность и в вопросе о кооперативной собственности. Она далеко НЕ изчерпала своих возможностей в социалистическом производстве, лучшем удовлетворении потребностей людей. Многие колхозы, другие кооперативные организации демонстрируют эффективное ведение дел. И там, где есть потребность, следует всемерно поддерживать формирование и развитие кооперативных предприятий и организаций. Они должны найти широкое разпространение в производстве и переработке продукции, в жилищном и садово-огородническом строительстве, в сфере бытовых услуг и торговли. (с.62)
(3) Принципиальным для нас является вопрос о разширении ГЛАСНОСТИ. Это вопрос политический. Без ГЛАСНОСТИ нет и НЕ может быть демократизма, политического творчества масс, их УЧАСТИЯ В УПРАВЛЕНИИ. Это, если хотите, залог государственного, пронизанного чувством ОТВЕТСТВЕННОСТИ отношения к делу десятков миллионов рабочих, колхозников, интеллигентов, изходный пункт психологической перестройки наших кадров.
Иной раз, когда речь идёт о ГЛАСНОСТИ, приходится слышать призывы поосторожнее говорить о наших недостатках и упущениях, о трудностях, неизбежных в любой живой работе. Ответ тут может быть только один, ленинский: коммунистам всегда и при всех обстоятельствах НУЖНА ПРАВДА. Опыт последнего года показал, сколь решительно советские люди ПОДДЕРЖИВАЮТ безкомпромисную оценку всего, что мешает нам идти вперёд. А вот тем, кто привык работать спустя рукава, заниматься очковтирательством, действительно неуютно при свете ГЛАСНОСТИ, когда всё, что делается в государстве и ОБЩЕСТВЕ, находится ПОД КОНТРОЛЕМ НАРОДА, на виду у народа. Поэтому нам надо сделать ГЛАСНОСТЬ безотказно действующей системой. Она нужна в центре, но не менее, а, может, даже более нужна на местах, где живёт и работает человек. Он хочет и должен знать не только то, что решается в государственном масштабе, но и то, какие решения принимаются местными партийными и советскими органами, администрацией предприятий и ПрофСоюзами.
Задачам разширения и дальнейшего развития социалистического демократизма должен служить весь арсенал социально-политических и личных ПРАВ и свобод советского человека. Углубление этих ПРАВ и свобод, упрочение их гарантий партия и государство разсматривают как свой первейший долг. Но суть социализма такова, что ПРАВА гражданина не существуют и не могут существовать без его ОБЯЗАННОСТЕЙ, равно как нет и ОБЯЗАННОСТЕЙ без ПРАВ.
Необходимо поднимать активность трудящихся, всех и каждого, в созидательной работе, в преодолении недостатков, злоупотреблений, любых болезненных явлений, отступлений от норм нашего ПРАВА и морали. Демократия была и остаётся важнейшим рычагом упрочения социалистической законности, а прочная законность — неотъемлемой частью нашей демократии.
В последнее время проведена немалая работа по укреплению ПРАВОПОРЯДКА во всех сферах жизни ОБЩЕСТВА. Но усилия в этом направлении ни в коей мере НЕ могут ослабляться. Предстоит и дальше улучшать качество советских ЗАКОНОВ. Наше законодательство — гражданское и трудовое, финансовое и административное, хозяйственное и уголовное — должно ещё активнее помогать внедрению экономических методов управления, действенному КОНТРОЛЮ за мерой труда и потребления, проведению в жизнь принципов социальной справедливости. (с.83)
(4) Следует настойчиво повышать ОТВЕТСТВЕННОСТЬ правоохранительных и других органов, укреплять юридическую службу в Советах и в народном хозяйстве, государственный арбитраж, совершенствовать ПРАВОВОЕ ВОСПИТАНИЕ населения. Неизменной задачей остаётся изпользование всей силы советских ЗАКОНОВ в борьбе с преступностью и другими правонарушениями, чтобы люди в любом населённом пункте чувствовали заботу государства об их покое и неприкосновенности, были уверены, что ни один правонарушитель не уйдёт от заслуженного наказания. …
(5) В условиях наращивания подрывной деятельности спецслужб империализма против Советского Союза и других социалистических стран значительно возрастает ОТВЕТСТВЕННОСТЬ, лежащая на органах государственной безопасности. Под руководством партии, строго СОБЛЮДАЯ советские законы, они ведут большую работу по разоблачению враждебных происков, пресечению всякого рода подрывных действий, охране священных рубежей нашей Родины. Мы убеждены, что советские чекисты, воины-пограничники всегда будут находиться на высоте предъявляемых к ним требований, будут проявлять БДИТЕЛЬНОСТЬ, выдержку и твёрдость в борьбе с любыми посягательствами на наш государственный и ОБЩЕСТВЕННЫЙ строй». (с.84)
«Партия и государство стремились и стремятся к тому, чтобы советский воин — солдат и офицер, — неся свою нелёгкую службу, всегда чувствовал заботу и внимание ОБЩЕСТВА, чтобы наша армия была школой ВОСПИТАНИЯ гражданской ОТВЕТСТВЕННОСТИ, мужества и патриотизма» (с.85)
М. С. Горбачёв Доклад Генерального секретаря ЦК, XXVII съезд КПСС 25 фев.1986 г. Стеногр. отчёт, Т.1. с.77, 79, 80, 82, 62, 83, 84, 85.

(Об этих же проблемах заявлено в 1990 г. — XXVIII съезд КПСС)
В политическом докладе на XXVII съезде партии в разделе, посвященном международным делам (готовил А. Н. Яковлев), практически ничего не говорилось ни о революционном движении, ни о росте численности коммунистов в мире. Это резко контрастировало с докладами предшествующих партийных съездов, где важнейшей была проблематика «КПСС и мировой революционный процесс».

Первый секретарь Московского городского комитета партии Б. Н. Ельцин впервые обратил на себя внимание широкой общественности именно благодаря своей достаточно смелой речи на XXVII съезде КПСС. В частности, Ельцин открыто выступил против вмешательства партийных органов в хозяйственные вопросы, призвал обеспечить отчётность высших руководителей, их ответственность за свои действия, а также затронул, хотя и в осторожной форме, тему привилегий номенклатуры.
«Они (партийные органы) уже настолько глубоко влезли в хозяйственные дела, что стали порой утрачивать свои позиции как органы политического руководства. Не случайно постепенно структура отделов ЦК стала чуть ли не копией министерств. Многие в отделах просто забыли, что такое истинно партийная работа. Идёт сплошное дублирование Госплана, Совета Министров. В согласованиях, которые по простым вопросам длятся годами, захлёбываемся. […] Видимо, в новых условиях назрела необходимость и изменения структуры аппарата Центрального Комитета партии в целом.

[…]Должна быть наконец в ЦК КПСС выработана система периодической отчётности всех руководителей и на всех уровнях. Считаю, что это должно касаться и отчётов секретарей ЦК КПСС на Политбюро или пленумах Центрального Комитета партии.

[…] Наверняка делегатам приходилось сталкиваться в трудовых коллективах с вопросами социальной справедливости. Обсуждаются они всегда остро, так как затрагивают большой круг самых жизненных интересов человека. Неуютно чувствуешь, слушая возмущение любыми проявлениями несправедливости — сегодняшней или уже застарелой. […] Поэтому моё мнение — там, где блага руководителей всех уровней не оправданы, их надо отменить».
Борис Ельцин, единственный из высокопоставленных деятелей «застойного периода», выступил на съезде с самокритикой:
«Делегаты могут меня спросить: почему же об этом не сказал, выступая на XXVI съезде партии? Ну что ж. Могу ответить, и откровенно ответить: видимо, тогда не хватило смелости и политического опыта».
На съезде среди прочих выступил Фидель Кастро.

## Решения съезда
Были приняты следующие документы:
- Резолюция по Политическому докладу Центрального Комитета КПСС.
- Основные направления экономического и социального развития СССР на 1986—1990 годы и на период до 2000 года.
- Новая редакция Программы КПСС[9].
- Устав КПСС.
- Положение о Центральной ревизионной комиссии КПСС.
- Постановление о письмах и апелляциях, адресованных XXVII съезду КПСС.

## Кадровые изменения
На съезде избраны Центральный Комитет КПСС из 307 членов и 170 кандидатов в члены ЦК КПСС; Центральная ревизионная комиссия из 83 членов.

### Члены ЦК КПСС
1. Аксёнов, Александр Никифорович
2. Александров, Анатолий Петрович
3. Алиев, Гейдар Алирза оглы (выведен из состава в апреле 1989)
4. Алтунин, Александр Терентьевич
5. Анищев, Владимир Петрович
6. Антонов, Алексей Константинович
7. Арбатов, Георгий Аркадьевич
8. Аристов, Борис Иванович
9. Архипов, Владимир Михайлович
10. Архипов, Иван Васильевич (выведен из состава в апреле 1989)
11. Ауельбеков, Еркин Нуржанович
12. Афанасьев, Виктор Григорьевич
13. Афанасьев, Сергей Александрович (выведен из состава в апреле 1989)
14. Ахромеев, Сергей Фёдорович
15. Багиров, Кямран Мамед оглы
16. Базовский, Владимир Николаевич
17. Байбаков, Николай Константинович (выведен из состава в апреле 1989)
18. Бакатин, Вадим Викторович
19. Бакин, Борис Владимирович
20. Бакланов, Олег Дмитриевич
21. Баландин, Анатолий Никифорович
22. Баландин, Юрий Николаевич
23. Бальмонт, Борис Владимирович
24. Бартошевич, Геннадий Георгиевич
25. Баталин, Юрий Петрович
26. Бахирев, Вячеслав Васильевич
27. Башилов, Сергей Васильевич
28. Баштанюк, Геннадий Сергеевич
29. Белоусов, Игорь Сергеевич
30. Беляков, Олег Сергеевич
31. Березин, Анатолий Иванович
32. Бирюкова, Александра Павловна
33. Бобков, Филипп Денисович
34. Богомяков, Геннадий Павлович
35. Бойко, Виктор Григорьевич
36. Болдырев, Иван Сергеевич
37. Борисенков, Василий Михайлович
38. Бородин, Леонид Александрович
39. Бровиков, Владимир Игнатьевич
40. Бугаев, Борис Павлович
41. Вайно, Карл Генрихович
42. Васильев, Николай Федорович
43. Ващенко, Григорий Иванович
44. Ведерников, Геннадий Георгиевич
45. Величко, Владимир Макарович
46. Власов, Александр Владимирович
47. Войстроченко, Анатолий Фомич
48. Володин, Борис Михайлович
49. Вольский, Аркадий Иванович
50. Воронин, Лев Алексеевич
51. Воронцов, Юлий Михайлович
52. Воропаев, Михаил Гаврилович
53. Воротников, Виталий Иванович
54. Восс, Август Эдуардович
55. Гагаров, Дмитрий Николаевич
56. Герасимов, Анатолий Николаевич
57. Герасимов, Иван Александрович
58. Глушко, Валентин Петрович
59. Говоров, Владимир Леонидович
60. Голубева, Валентина Николаевна
61. Голубева, Мария Архиповна
62. Гончаренко, Борис Трофимович
63. Горбачёв, Михаил Сергеевич
64. Горшков, Леонид Александрович
65. Горшков, Сергей Георгиевич
66. Гостев, Борис Иванович
67. Греков, Леонид Иванович
68. Грибков, Анатолий Иванович
69. Гришкявичюс, Пятрас Пятрович
70. Грищенко, Пётр Семёнович
71. Громова, Мария Сергеевна
72. Громыко, Андрей Андреевич (выведен из состава в апреле 1989)
73. Гроссу, Семён Кузьмич
74. Гудков, Александр Федорович
75. Гуженко, Тимофей Борисович
76. Гусев, Владимир Кузьмич
77. Густов, Иван Степанович
78. Демиденко, Василий Петрович
79. Демирчян, Карен Серопович
80. Демичев, Пётр Нилович (выведен из состава в апреле 1989)
81. Динков, Василий Александрович
82. Добрик, Виктор Фёдорович
83. Добрынин, Анатолий Фёдорович
84. Долгих, Владимир Иванович (выведен из состава в апреле 1989)
85. Егоров, Анатолий Григорьевич
86. Ежевский, Александр Александрович
87. Ельцин, Борис Николаевич
88. Ельченко, Юрий Никифорович
89. Емохонов, Николай Павлович
90. Ермаков, Николай Спиридонович
91. Ермин, Лев Борисович
92. Ершова, Нэли Михайловна
93. Ефимов, Александр Николаевич
94. Загладин, Вадим Валентинович
95. Зайков, Лев Николаевич
96. Зайцев, Михаил Митрофанович
97. Замятин, Леонид Митрофанович
98. Затворницкий, Владимир Андреевич
99. Захаров, Василий Георгиевич
100. Зимянин, Михаил Васильевич (выведен из состава в апреле 1989)
101. Золотухин, Григорий Сергеевич
102. Зоркальцев, Виктор Ильич
103. Ивановский, Евгений Филиппович
104. Игнатов, Вадим Николаевич
105. Кавун, Василий Михайлович
106. Казаков, Леонид Давыдович
107. Калашников, Владимир Ильич
108. Каменцев, Владимир Михайлович
109. Капто, Александр Семёнович
110. Карлов, Владимир Алексеевич
111. Карпова, Евдокия Фёдоровна
112. Катушев, Константин Фёдорович
113. Качаловский, Евгений Викторович
114. Качин, Дмитрий Иванович
115. Качура, Борис Васильевич
116. Клепиков, Михаил Иванович
117. Клименко, Иван Ефимович
118. Клюев, Владимир Григорьевич
119. Князюк, Михаил Александрович
120. Ковалёв, Михаил Васильевич
121. Колбин, Геннадий Васильевич
122. Колдунов, Александр Иванович
123. Колесников, Александр Яковлевич
124. Колесников, Владислав Григорьевич
125. Колпаков, Серафим Васильевич
126. Конарев, Николай Семёнович
127. Коноплёв, Борис Всеволодович
128. Корниенко, Георгий Маркович (выведен из состава в апреле 1989)
129. Королёв, Анатолий Максимович
130. Костин, Виталий Семёнович
131. Кочемасов, Вячеслав Иванович
132. Круглова, Зинаида Михайловна
133. Кручина, Николай Ефимович
134. Крючков, Владимир Александрович
135. Кузнецов, Василий Васильевич (выведен из состава в апреле 1989)
136. Куликов, Виктор Георгиевич (выведен из состава в апреле 1989)
137. Куликов, Фёдор Михайлович
138. Кунаев, Динмухамед Ахмедович (выведен из состава в июне 1987)
139. Купцов, Валентин Александрович
140. Куркоткин, Семён Константинович
141. Лемаев, Николай Васильевич
142. Лигачев, Егор Кузьмич
143. Лизичев, Алексей Дмитриевич
144. Литвинцев, Юрий Иванович
145. Логунов, Анатолий Алексеевич
146. Ломакин, Виктор Павлович
147. Ломако, Петр Фадеевич
148. Ломоносов, Владимир Григорьевич
149. Лощенков, Фёдор Иванович
150. Лукьянов, Анатолий Иванович
151. Лутак, Иван Кондратьевич
152. Лушев, Пётр Георгиевич
153. Лущиков, Анатолий Павлович
154. Ляшко, Александр Павлович (выведен из состава в апреле 1989)
155. Майорец, Анатолий Иванович
156. Макаренко, Виктор Сергеевич
157. Максимов, Юрий Павлович
158. Малофеев, Анатолий Александрович
159. Малыхин, Василий Михайлович
160. Мальков, Николай Иванович
161. Мальцев, Виктор Фёдорович
162. Манаенков, Юрий Алексеевич
163. Манякин, Сергей Иосифович
164. Марков, Георгий Мокеевич
165. Марчук, Гурий Иванович
166. Масалиев, Абсамат Масалиевич
167. Масленников, Николай Иванович
168. Маслюков, Юрий Дмитриевич
169. Махкамов, Кахар Махкамович
170. Медведев, Вадим Андреевич
171. Мельников, Александр Григорьевич
172. Мендыбаев, Марат Самиевич
173. Месяц, Валентин Карпович
174. Миронов, Василий Петрович
175. Мирошхин, Олег Семёнович
176. Мишин, Виктор Максимович
177. Мозговой, Иван Алексеевич
178. Моргун, Фёдор Трофимович
179. Морозов, Иван Павлович
180. Моторный, Дмитрий Константинович
181. Муравьёв, Евгений Фёдорович
182. Мураховский, Всеволод Серафимович
183. Мысниченко, Владислав Петрович
184. Мясников, Алексей Павлович
185. Назарбаев, Нурсултан Абишевич
186. Никонов, Виктор Петрович
187. Ниязов, Сапармурад Атаевич
188. Новожилов, Генрих Васильевич
189. Ночёвкин, Анатолий Петрович
190. Огарков, Николай Васильевич
191. Одинцов, Владимир Евгеньевич
192. Орлов, Владимир Павлович
193. Павлов, Владимир Яковлевич
194. Панов, Константин Николаевич
195. Парубок, Емельян Никонович
196. Патиашвили, Джумбер Ильич
197. Патон, Борис Евгеньевич
198. Первышин, Эрлен Кирикович
199. Переверзева, Нина Васильевна
200. Петров, Василий Иванович
201. Петров, Владислав Алексеевич
202. Петров, Юрий Владимирович
203. Плетнёва, Валентина Николаевна
204. Плеханов, Александр Николаевич
205. Плешаков, Пётр Степанович
206. Полозков, Иван Кузьмич
207. Поляков, Виктор Николаевич
208. Пономарёв, Алексей Филиппович
209. Пономарёв, Борис Николаевич (выведен из состава в апреле 1989)
210. Пономарёв, Михаил Александрович (выведен из состава в апреле 1989)
211. Попов, Николай Сергеевич
212. Попов, Филипп Васильевич
213. Прокопьев, Илья Павлович
214. Прокопьев, Юрий Николаевич
215. Птицын, Владимир Николаевич
216. Пугин, Николай Андреевич
217. Пуго, Борис Карлович
218. Разумов, Евгений Зотович
219. Разумовский, Георгий Петрович
220. Рахманин, Олег Борисович
221. Ревенко, Григорий Иванович
222. Рекунков, Александр Михайлович
223. Реут, Анатолий Антонович
224. Рыбаков, Анатолий Яковлевич
225. Рыжков, Николай Иванович
226. Рыков, Василий Назарович
227. Рябов, Яков Петрович
228. Савинкин, Николай Иванович
229. Сазонов, Анатолий Павлович
230. Сайкин, Валерий Тимофеевич
231. Салыков, Какимбек
232. Сизенко, Евгений Иванович
233. Силаев, Иван Степанович
234. Ситников, Василий Иванович
235. Славский, Ефим Павлович
236. Слюньков, Николай Никитович
237. Смиртюков, Михаил Сергеевич
238. Смольский, Павел Александрович
239. Смыслов, Валентин Иванович
240. Соколов, Ефрем Евсеевич
241. Соколов, Сергей Леонидович (выведен из состава в апреле 1989)
242. Соловьев, Юрий Филиппович
243. Соломенцев, Михаил Сергеевич (выведен из состава в апреле 1989)
244. Степанов, Владимир Севастьянович
245. Строев, Егор Семёнович
246. Стукалин, Борис Иванович
247. Сысцов, Аполлон Сергеевич
248. Табеев, Фикрят Ахмеджанович
249. Талызин, Николай Владимирович
250. Таразевич, Георгий Станиславович
251. Таратута, Василий Николаевич
252. Татарчук, Николай Фёдорович
253. Телепнёв, Пётр Максимович
254. Теребилов, Владимир Иванович
255. Терешкова, Валентина Владимировна
256. Терещенко, Николай Дмитриевич
257. Титаренко, Алексей Антонович
258. Тихомиров, Владимир Порфирьевич
259. Тихонов, Николай Александрович (выведен из состава в апреле 1989)
260. Толкунов, Лев Николаевич (выведен из состава в апреле 1989)
261. Толубко, Владимир Фёдорович
262. Третьяк, Иван Моисеевич
263. Третьяков, Пётр Иванович
264. Трофимов, Юрий Николаевич
265. Трунов, Михаил Петрович
266. Тяжельников, Евгений Михайлович
267. Удалая, Раиса Силантьевна
268. Усманов, Гумер Исмагилович
269. Усманходжаев, Инамжон Бузрукович
270. Уткин, Владимир Фёдорович
271. Федирко, Павел Стефанович
272. Федосеев, Пётр Николаевич
273. Филатов, Александр Павлович
274. Финогенов, Павел Васильевич
275. Фотеев, Владимир Константинович
276. Фролов, Иван Тимофеевич
277. Ходырев, Владимир Яковлевич
278. Хомяков, Александр Александрович
279. Христораднов, Юрий Николаевич
280. Чазов, Евгений Иванович
281. Чаковский, Александр Борисович
282. Чебриков, Виктор Михайлович
283. Червоненко, Степан Васильевич
284. Чердинцев, Василий Макарович
285. Черкашина, Валентина Николаевна
286. Чернавин, Владимир Николаевич
287. Черномырдин, Виктор Степанович
288. Черный, Алексей Клементьевич
289. Черняев, Анатолий Сергеевич
290. Чирсков, Владимир Григорьевич
291. Чичеров, Владимир Степанович
292. Шабанов, Виталий Михайлович
293. Шакиров, Мидхат Закирович
294. Шалаев, Степан Алексеевич
295. Шамшин, Василий Александрович
296. Шарин, Леонид Васильевич
297. Шеварднадзе, Эдуард Амвросиевич
298. Шевченко, Валентина Семёновна
299. Шкабардня, Михаил Сергеевич
300. Школьников, Алексей Михайлович
301. Шуляк, Евгений Александрович
302. Щадов, Михаил Иванович
303. Щербина, Борис Евдокимович
304. Щербицкий, Владимир Васильевич
305. Юсупов, Магомед Юсупович
306. Ягодин, Геннадий Алексеевич
307. Яковлев, Александр Николаевич

### Кандидаты в члены ЦК КПСС
1. Агеев, Гений Евгеньевич
2. Алёшин, Георгий Васильевич
3. Алимов, Тимур Агзамович
4. Антонов, Николай Афанасьевич
5. Арипджанов, Махмут Марипович
6. Афонин, Вениамин Георгиевич
7. Бабенко, Александр Александрович
8. Басистов, Анатолий Георгиевич
9. Бацанов, Борис Терентьевич
10. Беликов, Валерий Александрович
11. Беляков, Анатолий Михайлович
12. Бибин, Леонид Алексеевич
13. Бобовиков, Ратмир Степанович
14. Бобыкин, Леонид Фёдорович
15. Болдин, Валерий Иванович
16. Боровикова, Зоя Ивановна
17. Браков, Евгений Алексеевич
18. Брежнев, Владимир Аркадьевич
19. Брутенц, Карен Нерсесович
20. Брызга, Лидия Дмитриевна
21. Будыка, Александр Дмитриевич
22. Буренков, Сергей Петрович
23. Бусыгин, Михаил Иванович
24. Валов, Юрий Николаевич
25. Варенников, Валентин Иванович
26. Варначев, Евгений Андреевич
27. Васильев, Лев Борисович
28. Велихов, Евгений Павлович
29. Величко, Игорь Иванович
30. Владыченко, Иван Максимович
31. Вороновский, Геннадий Петрович
32. Геллерт, Наталья Владимировна
33. Гиренко, Андрей Николаевич
34. Гладкий, Иван Иванович
35. Глушков, Николай Тимофеевич
36. Гончар, Александр Терентьевич
37. Грамов, Марат Владимирович
38. Грибачев, Николай Матвеевич
39. Григорьев, Владимир Викторович
40. Гринцов, Иван Григорьевич
41. Давыдов, Николай Григорьевич
42. Деменцев, Виктор Владимирович
43. Джаббаров, Исмаил
44. Дмитриев, Валентин Иванович
45. Дмитриев, Иван Николаевич
46. Дыбенко, Николай Кириллович
47. Егоров, Георгий Михайлович
48. Елисеев, Евгений Александрович
49. Ермаш, Филипп Тимофеевич
50. Ефимов, Анатолий Степанович
51. Жуков, Юрий Александрович
52. Захаров, Владимир Андреевич
53. Иванова, Татьяна Георгиевна
54. Ивашко, Владимир Антонович
55. Иевлев, Александр Иванович
56. Ильичёв, Леонид Фёдорович
57. Кадыров, Гайрат Хамидуллаевич
58. Казаков, Василий Иванович
59. Калин, Иван Петрович
60. Камай, Алексей Степанович
61. Камалиденов, Закаш Камалиденович
62. Капитанец, Иван Матвеевич
63. Карабасов, Юрий Сергеевич
64. Карпов, Владимир Васильевич
65. Касимова, Валентина Александровна
66. Квицинский, Юлий Александрович
67. Киргизбаева, Тухтахон Базаровна
68. Киселёв, Геннадий Николаевич
69. Клейко, Степан Васильевич
70. Клецков, Леонид Герасимович
71. Козловский, Евгений Александрович
72. Колбешкин, Алексей Ефимович
73. Колмогоров, Георгий Дмитриевич
74. Коломиец, Юрий Афанасьевич
75. Комаров, Николай Дмитриевич
76. Коновалов, Василий Николаевич
77. Константинов, Анатолий Устинович
78. Коптюг, Валентин Афанасьевич
79. Коркин, Александр Гаврилович
80. Королёв, Михаил Антонович
81. Кочетков, Юрий Петрович
82. Кошоев, Темирбек Кудайбергенович
83. Кравцов, Борис Васильевич
84. Крючков, Василий Дмитриевич
85. Куанышев, Оразбек Султанович
86. Кулиджанов, Лев Александрович
87. Лаптев, Иван Дмитриевич
88. Листов, Владимир Владимирович
89. Лобов, Юрий Иванович
90. Логинов, Вадим Петрович
91. Лукьяненко, Владимир Матвеевич
92. Луньков, Николай Митрофанович
93. Лучинский, Пётр Кириллович
94. Мамарасулов, Салиджан
95. Масол, Виталий Андреевич
96. Матафонов, Михаил Иванович
97. Ментешашвили, Тенгиз Николаевич
98. Меркулова, Галина Владимировна
99. Метонидзе, Гурам Арчилович
100. Мешков, Александр Григорьевич
101. Мироненко, Виктор Иванович
102. Можаев, Павел Петрович
103. Мукашев, Саламат Мукашевич
104. Мырзашев, Рысбек
105. Ненашев, Михаил Фёдорович
106. Никитин, Владилен Валентинович
107. Никифоров, Валентин Михайлович
108. Никольский, Борис Васильевич
109. Образцов, Иван Филиппович
110. Овчинников, Юрий Анатольевич
111. Осипов, Владимир Васильевич
112. Павлов, Николай Антонович
113. Паршина, Валентина Романовна
114. Паскарь, Пётр Андреевич
115. Пентюхов, Иван Алексеевич
116. Петрищев, Алексей Георгиевич
117. Погребняк, Яков Петрович
118. Подольский, Евгений Михайлович
119. Попков, Михаил Данилович
120. Попов, Николай Иванович
121. Посибеев, Григорий Андреевич
122. Примаков, Евгений Максимович
123. Радюкевич, Леонид Владимирович
124. Рачков, Альберт Иванович
125. Решетилов, Владимир Иванович
126. Родин, Виктор Семёнович
127. Ромазан, Иван Харитонович
128. Романин, Дмитрий Васильевич
129. Рубэн, Юрий Янович
130. Рыбаков, Алексей Миронович
131. Рыжиков, Михаил Борисович
132. Сакалаускас, Витаутас Владович
133. Салимов, Акил Умурзакович
134. Саркисян, Фадей Тачатович
135. Саул, Бруно Эдуардович
136. Сеидов, Гасан Неймат оглы
137. Сидоров, Владимир Васильевич
138. Скиба, Иван Иванович
139. Скляров, Юрий Александрович
140. Слезко, Пётр Яковлевич
141. Смирнов, Виктор Ильич
142. Смирнов, Георгий Лукич
143. Снетков, Борис Васильевич
144. Сологуб, Виталий Алексеевич
145. Сорокин, Алексей Иванович
146. Спиридонов, Лев Николаевич
147. Сташенков, Николай Алексеевич
148. Торопов, Владимир Иванович
149. Трояновский, Олег Александрович
150. Уланов, Геннадий Иванович
151. Фалин, Валентин Михайлович
152. Фомиченко, Константин Ефимович
153. Фролов, Константин Васильевич
154. Хаёев, Изатулло Хаёевич
155. Хитрун, Леонид Иванович
156. Хренников, Тихон Николаевич
157. Чаплин, Борис Николаевич
158. Черепанов, Иван Михайлович
159. Чехарин, Евгений Михайлович
160. Чикин, Валентин Васильевич
161. Шапиро, Лев Борисович
162. Ширшин, Григорий Чоодуевич
163. Шитов, Александр Иванович
164. Шубников, Николай Михайлович
165. Шуралев, Владимир Михайлович
166. Щепетильников, Аркадий Николаевич
167. Щербаков, Сергей Георгиевич
168. Язкулиев, Баллы
169. Язов, Дмитрий Тимофеевич
170. Ястребов, Иван Павлович

### Члены ЦРК КПСС
1. Авакян, Гаяне Аветиковна
2. Адылов, Владимир Туйчиевич
3. Алексанкин, Александр Васильевич
4. Ануфриев, Георгий Иванович
5. Балыкова, Люция Кузьминична
6. Баранов, Александр Алексеевич
7. Бейшекеева, Зайна
8. Беляев, Альберт Андреевич
9. Бухарин, Николай Иванович
10. Быков, Валерий Алексеевич
11. Вагрис, Ян Янович
12. Владимиров, Борис Григорьевич
13. Военушкин, Сергей Фёдорович
14. Восканян, Грант Мушегович
15. Галкин, Дмитрий Прохорович
16. Гилашвили, Павел Георгиевич
17. Гребенюк, Василий Андреевич
18. Гулова, Зулайхо Сохибназаровна
19. Джумагулов, Апас
20. Драгунский, Давид Абрамович
21. Дубинин, Юрий Владимирович
22. Думачёв, Анатолий Пантелеевич
23. Ерпилов, Пётр Иванович
24. Ефремов, Леонид Николаевич
25. Зверев, Алексей Ильич
26. Израэль, Юрий Антониевич
27. Кабасин Геннадий Сергеевич
28. Капитонов, Иван Васильевич (выведен из состава в апреле 1989)
29. Касьянова, Галина Владимировна
30. Ковалёв, Анатолий Гаврилович
31. Комарова, Домна Павловна
32. Комплектов, Виктор Георгиевич
33. Коннов, Вениамин Фёдорович
34. Коппель, Хельди-Мелайне Оскаровна
35. Костюков, Иван Иванович
36. Красненкова, Валентина Фёдоровна
37. Криворучко, Леонтий Леонтьевич
38. Лаптев, Павел Павлович
39. Лосев, Сергей Андреевич
40. Максимкина, Ада Михайловна
41. Моисеев, Николай Андреевич
42. Мокану, Александр Александрович
43. Наяшков, Иван Семёнович
44. Низовцева, Алла Афанасьевна
45. Одобеску, Вера Сергеевна
46. Паллаев, Гаибназар
47. Попов, Николай Иванович
48. Постников, Станислав Иванович
49. Рзаева, Тамилла Нариман кызы
50. Ромазанов, Кабдулла Закирьянович
51. Рубцов, Николай Фёдорович
52. Рыбаков, Иван Васильевич
53. Рындина, Антонина Николаевна
54. Рюйтель, Арнольд Феодорович
55. Сагдиев, Махтай Рамазанович
56. Самилык, Николай Игнатьевич
57. Сизов, Геннадий Фёдорович (выведен из состава в апреле 1989)
58. Смирнова, Любовь Евгеньевна
59. Снеткова, Татьяна Ивановна
60. Сонгайла, Рингаудас-Бронисловас Игнович
61. Степанов, Владимир Тимофеевич
62. Сторожук, Анатолий Васильевич
63. Стульпинене, Зинаида Антановна
64. Субботин, Александр Михайлович
65. Сухорученкова, Галина Фёдоровна
66. Татлиев, Сулейман Байрам оглы
67. Ткачев, Сергей Петрович
68. Трофимова, Татьяна Гавриловна
69. Трубилин, Николай Тимофеевич
70. Ульянов, Михаил Александрович
71. Фатеев, Анатолий Михайлович
72. Халдеев, Михаил Иванович
73. Харламов, Александр Павлович
74. Ходжамурадов, Аннамурад
75. Хусаинов, Юрий Минивалич
76. Шабанов, Виталий Александрович
77. Шалыев, Атабаллы Бапбаевич
78. Шараев, Леонид Гаврилович
79. Шарапов, Виктор Васильевич
80. Швецова, Людмила Ивановна
81. Шинкевич, Иван Артёмович
82. Щербакова, Нина Николаевна
83. Яновский, Рудольф Григорьевич

Центральный Комитет КПСС, сформированный XXVII съездом КПСС, избрал Политбюро ЦК КПСС в количестве 19 человек (12 членов и 7 кандидатов).
- Члены: Г. А. Алиев, В. И. Воротников, М. С. Горбачёв, А. А. Громыко, Л. Н. Зайков, Д. А. Кунаев, Е. К. Лигачёв, Н. И. Рыжков, М. С. Соломенцев, В. М. Чебриков, Э. А. Шеварднадзе, В. В. Щербицкий.
- Кандидаты: П. Н. Демичев, В. И. Долгих, Б. Н. Ельцин, Н. Н. Слюньков, С. Л. Соколов, Ю. Ф. Соловьёв, Н. В. Талызин.

В течение 1987—1990 годов на Пленумах ЦК КПСС в составе Политбюро производились многочисленные кадровые перестановки. В итоге, к моменту открытия XXVIII съезда КПСС (июль 1990 года) состав Политбюро выглядел следующим образом:
- Члены: В. И. Воротников, М. С. Горбачёв, В. А. Ивашко, Л. Н. Зайков, Е. К. Лигачёв, Н. И. Рыжков, В. А. Крючков, Ю. Д. Маслюков, В. А. Медведев, Н. Н. Слюньков, Э. А. Шеварднадзе, А. Н. Яковлев.
- Кандидаты: А. П. Бирюкова, А. В. Власов, А. И. Лукьянов, Е. М. Примаков, Б. К. Пуго, Г. П. Разумовский, Д. Т. Язов.

Таким образом, состав членов Политбюро обновился между съездами ровно наполовину, состав кандидатов в члены Политбюро — на 100 %.
Секретариат ЦК КПСС, сформированный после XXVII съезда КПСС, включал 11 человек: М. С. Горбачёв (Генеральный секретарь), А. П. Бирюкова, А. Ф. Добрынин, В. И. Долгих, Л. Н. Зайков, М. В. Зимянин, Е. К. Лигачёв, В. А. Медведев, В. П. Никонов, Г. П. Разумовский, А. Н. Яковлев.
К XXVIII съезду КПСС в состав Секретариата входили: М. С. Горбачёв (Генеральный секретарь), О. Д. Бакланов, А. Н. Гиренко, Л. Н. Зайков, Е. К. Лигачёв, Ю. А. Манаенков, В. А. Медведев, Г. П. Разумовский, Н. Н. Слюньков, Е. С. Строев, Г. И. Усманов, И. Т. Фролов, А. Н. Яковлев.

## Прочее
Во время съезда председатель Президиума Верховного Совета СССР Андрей Громыко вручил советские ордена зарубежным гостям:
- орден Ленина — первому секретарю Иракской коммунистической партии курду Азизу Мухаммеду
- орден Ленина — генеральному секретарю Коммунистической партии Аргентины Атосу Фаве
- орден Октябрьской Революции — генеральному секретарю ЦК Перуанской коммунистической партии Хорхе дель Прадо
- орден Дружбы народов — генеральному секретарю ЦК Бразильской коммунистической партии Джокондо Диасу[14]
- орден Дружбы народов — генеральному секретарю Гваделупской коммунистической партии Ги Даненту
- орден Дружбы народов — заместителю генерального секретаря ЦК Сирийской коммунистической партии Юссефу Фейсалу[15]

Во время съезда в Стокгольме был убит премьер-министр Швеции Улоф Пальме. Делегаты съезда почтили его память минутой молчания.